# Cybèle Varela
Cybèle Varela (Petrópolis, 1943) é uma artista plástica contemporânea, pintora, video editora e fotógrafa brasileira.

## Biografia

### Brasil (1960)
Estudou artes visuais no Museu de artes modernas no Rio de Janeiro de 1962 a 1966. Em 1964, viajou pela primeira vez para Paris, onde se estabeleceu pelos anos seguintes e participou de diversas exibições nos museus parisienses. De volta ao Brasil, recebeu boas críticas de suas obras que foram expostas em diversos estados que além do Rio de Janeiro, São Paulo, Campinas, Paraná e Belo Horizonte receberam suas obras. Em 1967, contemplou sua primeira exibição na Bienal de Artes de São Paulo, onde exibiu três pinturas e duas esculturas, uma chamada de The Gift, onde foi censurada por ter uma obra considerada provocativa pela censura da ditadura.

### França e Suíça (1970/1990)
Graduou-se em duas renomadas escolas francesas (1968 e 1969), Escola do museu do Louvre e na Ecole Pratique des Hautes Etudes, Sorbonne. Exibiu suas artes em galerias privadas, e participou de diversas exibições pelos maiores grupos como Salon de Mai, the Salon Comparaison, Grands et Jeunes d’Aujourd’hui. Expôs no sétimo festival de pintura de Cagnes-sur-Mer. Foi a única mulher entre 40 artistas no chamado Thirty Creators – Selection 75, onde expôs com Lindstrom, Soulages, Arman e Klasen.
Em 1978, mudou-se para Genebra, Suíça. Efetuou diversas exibições em Genebra, Lausana, Basileia e mostrou suas fotos, vídeos e pinturas pela Europa e nos Estados Unidos, expôs em diversos estados como Bruxelas, Chicago e Washington, DC. Em 1997 a Organização das Nações Unidas recebeu do governo brasileiro uma de suas obras, que está em permanente exibição no Palácio das Nações. Foi a primeira artista brasileira, depois de Cândido Portinari, a ter alguma obra doada pelo governo brasileiro à ONU.

### 2000 em diante
Sua recente maior exibição esta nas instalações Cangaceiros, localizado no Museu Nacional de Belas Artes, Rio de Janeiro (2003) e no Museu de Arte Contemporânea da USP – MAC USP (2005).

## Exposições

### Solo
- Museu de artes contemporâneas, São Paulo, 2005
- Museu nacional de finas artes, Rio de Janeiro, 2003
- Demenga Gallery, Berlim, 2001
- Museu imperial do Brasil, Petrópolis, 1992, 1966
- Galeria Bonino, Rio de Janeiro, 1992, 1988, 1986, 1984, 1975
- Art Museum of the Americas, Washington DC, 1987
- Wallace Wentworth Gallery, Chicago, 1987
- Focus Gallery, Lausana, 1985
- Galleria Bonaparte, Milão, 1983
- CAYC, Buenos Aires, 1982
- Galerie Engelberts, Genebra, 1982
- Funarte, Rio de Janeiro, 1981
- Canon Photo Gallery, Genebra, 1980
- Museu de artes contemporâneas, São Paulo, 1980
- Musée Cantonal des Beaux-arts, Lausana, 1980
- Galerie Camille Renaud, Paris, 1977, 1975
- Canning House, Londres, 1976
- Galerie Liliane François, Paris, 1974

### Exposições em grupo
- Outros 60’s, Museu de artes contemporâneas, Curitiba, 2006
- Anos 60 na Coleçao Sattamini, Museu de artes contemporâneas, Niterói/Rio de Janeiro, 2004
- O Brasil no Século da Arte, Museu de artes contemporâneas, São Paulo, 1999
- A Cidade dos Artistas, Itau Cultural, São Paulo, 1997
- Arte Brasileira: 50 anos de historia no acervo do MAC/USP, Museu de artes contemporâneas, São Paulo, 1996
- O que faz você agora geração 60?, Museu de artes contemporâneas, São Paulo, 1991
- Centre d’art visuel, Genebra, 1985
- Bienal de São Paulo, 1981
- Musée Rath, Geneva, 1980
- VII Festival International de la Peinture, Cagnes-sur-Mer, França, 1977
- Grand et Jeunes d’Aujourd’hui, Paris, 1976
- Salon Comparaison, Paris, 1976
- 30 Créateurs d’Aujourd’hui, itinerary exhibition, França, 1975
- Salon Comparaison, Paris, 1975
- Salon de Mai, Paris, 1974
- Salon Comparaison, Paris, 1972
- Montevideo Biennale, Uruguai, 1970
- Bienal de São Paulo, 1969
- Salao de Arte Moderna, São Paulo, 1969
- Bienal de São Paulo, 1967
- Museu de artes modernas, Rio de Janeiro, 1964